# Leszek Swornowski
Leszek Swornowski, född den 28 mars 1955 i Wrocław, Polen, är en polsk fäktare som tog OS-silver i herrarnas lagtävling i värja i samband med de olympiska fäktningstävlingarna 1980 i Moskva.